# 大西洋城新聞報
《大西洋城新聞報》是美國新澤西州的第四大日報。它最初位於普萊森特維爾，是新澤西州東南部和澤西海岸的主要報紙。本報紙指定市場從海洋縣南部的Waretown延伸至開普梅。它也向西延伸到新澤西州的坎伯蘭縣。該報紙的印刷版和數位版每日發行量為72,846份，而週日發行量為95,626份。《大西洋城新聞報》在2014年關閉了其在普萊森特維爾的印刷廠，同時它將印刷業務外包給在弗里霍爾德的工廠。該印刷廠（由Gannett擁有）於2017年關閉，而大部分新澤西州的印刷和生產業務都集中在Gannett的Rockaway工廠。
本報報導主要集中在地方和地區新聞，加上有限的州份、國內和國際新聞出現在D3頁上的貨幣區國家和世界頁面。《大西洋城新聞報》還出版了其他各種產品，包括地區的娛樂指南《At The Shore》。以小報形式呈現，每週四會放插在報紙裡，並在全年大量投放另外20,000-40,000份在主要旅遊地點。其他特色領域的出版物包括每年出版兩次的新娘雜誌《Bliss》，其他有《Real Estate Monthly》、《Summer Fun》、《The Atlantic County Living Guide》、《The Cape May County Living Guide》，還有很多另外出版物。報紙的兩個有品牌版本，《Press Extra》和《Sunday Saver》，提供了該地區非常有限的新聞報道。

## 歷史
本報紙於1895年由沃爾特·埃奇成立，名為《大西洋城日報》（Atlantic City Daily Press）。1930年，報紙的名稱改為《Atlantic City Press》，並於1971年改名為《The Press》。1988年，報紙的名字再次變成了《大西洋城新聞報》（The Press of Atlantic City），這是目前正在使用的名稱。
本報紙從1951年至2013年由Abarta公司擁有，該公司是一家私人擁有的Pittsburgh控股公司，主要以可口可樂裝瓶業和賓夕凡尼亞州的石油與天然氣業務著稱。2013年1月14日，Abarta的官員宣布他們出售本報紙，以專注於其他業務的運營。2013年7月18日，以960萬美元與BH Media簽署資產購買協議，本報紙於2013年8月11日由波克夏·哈薩威公司的BH Media完全擁有。
2014年，BH Media收購了Current and Gazette報紙。2015年，BH Media收購了《大西洋城周報》。

## 外部連結
- The Press of Atlantic City （页面存档备份，存于）
- Mobile version （页面存档备份，存于）
- Abarta.com